# Стивотер, Мэгги
Мэгги Стивотер (англ. Maggie Stiefvater; род. 1981) — американская писательница подростковой литературы.

## Биография
Мэгги Стивотер родилась 18 ноября 1981 года в Гаррисонберге, Вирджиния, США. Она описала себя как «беспокойного ребёнка с множеством фобий». В детстве она хотела стать пилотом истребителя и гонщиком. Стивотер была ненасытным читателем, ей также нравилось писать. К 16 годам она уже подавала издателям свои рукописи. Стивотер училась на дому с 6 класса. Она получила степень бакалавра истории в университете имени Мэри Вашингтон. К тому времени как Стивотер поступила в колледж, она уже написала более 30 романов, среди которых четыре триллера об ирландской республиканской армии, исторический роман о беглеце из блокады и фэнтезийный роман о «чародеях, сражающихся среди гражданских беспорядков». В 16 лет она официально поменяла свое имя с Хейди на Маргарет.
После окончания университета, Стивотер работала художником-портретистом, в основном специализируясь на портретах лошадей. Для своих работ она использовала цветные карандаши. Стивотер также создаёт анимационные трейлеры для каждой своей книги.
Стивотер также пишет музыку. В колледже она играла на волынке и участвовала в музыкальных конкурсах. Она основала кельтскую группу «Ballynoola», которая гастролировала по восточному побережью. Стивотер играет и на других инструментах. Со своей сестрой Кейт Хаммел, Стивотер пишет и записывает музыку для каждого своего опубликованного романа. Эта музыка используется в её анимационных трейлерах к книгам. Она рисовала маркером на гитарах и дарила их поклонникам на крупных мероприятиях.
В 2008 году Стивотер опубликовала свой первый роман «Прощальная Песнь. Ложь Королевы Фей» (англ. Lament). Настоящий успех ей принёс роман «Дрожь» (англ. Shiver), который провёл больше 40 недель в списке бестселлеров по версии The New York Times. Роман «Превращение» (англ. Linger) сразу после выхода оказался на первом месте в списке бестселлеров по версии The New York Times.
Стивотер замужем и у неё есть два ребёнка. Она живёт в Вирджинии.

### Вороновый цикл
- 2012 — Воронята (англ. The Raven Boys)
- 2013 — Похитители грёз (англ. The Dream Thieves)
- 2014 — Синяя лилия, Лилия Блу (англ. Blue Lily, Lily Blue)
- 2016 — Король-ворон (англ. The Raven King)
- 2018 — Опал (англ. Opal)
- 2019 — Сновидец. Призови сокола (англ. Call Down the Hawk)
- 2021 — Мистер Невозможный (англ. Mister Impossible)
- 2022 — Грейуорен (англ. Greywaren)

### Волки из Мерси-Фоллз
- 2009 — Дрожь (англ. Shiver)
- 2010 — Превращение (англ. Linger)
- 2011 — Вечность (англ. Forever)
- 2014 — Грешник (англ. Sinner)

### Книги волшебного царства
- 2008 — Прощальная Песнь. Ложь Королевы Фей (англ. Lament)
- 2009 — Баллада. Осенние пляски фей (англ. Ballad)
- TBD — Реквием (англ. Requiem)

### Чудесатости
- 2012 — Чудесатости: Собрание историй (англ. The Curiosities: A Collection of Stories) в соавторстве с Тессой Грэттон и Бренной Йованофф
- 2015 — Анатомия любопытства (англ. The Anatomy of Curiosity) в соавторстве с Тессой Греттон и Бренной Йованофф

### Романы вне серий
- 2011 — Жестокие игры (англ. The Scorpio Races)
- 2014 — Звери-воители. Большая охота (англ. Spirit Animals. Book 2: Hunted)
- 2015 — Путеводитель по магическим существам Пипа Бартлетта (англ. Pip Bartlett's Guide to Magical Creatures) в соавтростве с Джексон Пирс[англ.]
- 2017 — Все нечестные святые (англ. All the Crooked Saints)

### Краткая проза
- 2010 — Гончие Ольстера (англ. The Hounds of Ulster)
- 2011 — Non Quis, Sed Quid (англ. Non Quis, Sed Quid)

## Экранизации
«Unique Features» вместе с «Warner Bros.» получили права на экранизацию романа «Дрожь» сразу после его выхода, был написан сценарий фильма, однако в 2011 году экранизация была отменена.
Компания «Warner Bros.» также получила права на экранизацию книги «Жестокие игры» сразу после её выхода. Продюсировать фильм будет «KatzSmith Productions» Дэвида Катценберга и Сета Грэм-Смита. 
«New Line Cinema» совместно с «Weed Road» получили права на экранизацию романа «Воронята» сразу после его выхода в сентябре 2012 года. Сценарий ещё не написан. Кастинги ещё не начались.